# Halicmetus niger
Halicmetus niger är en fiskart som beskrevs av Ho, Endo och Yoshitaka Sakamaki 2008. Halicmetus niger ingår i släktet Halicmetus och familjen Ogcocephalidae. Inga underarter finns listade i Catalogue of Life.